# Romet Jubilat

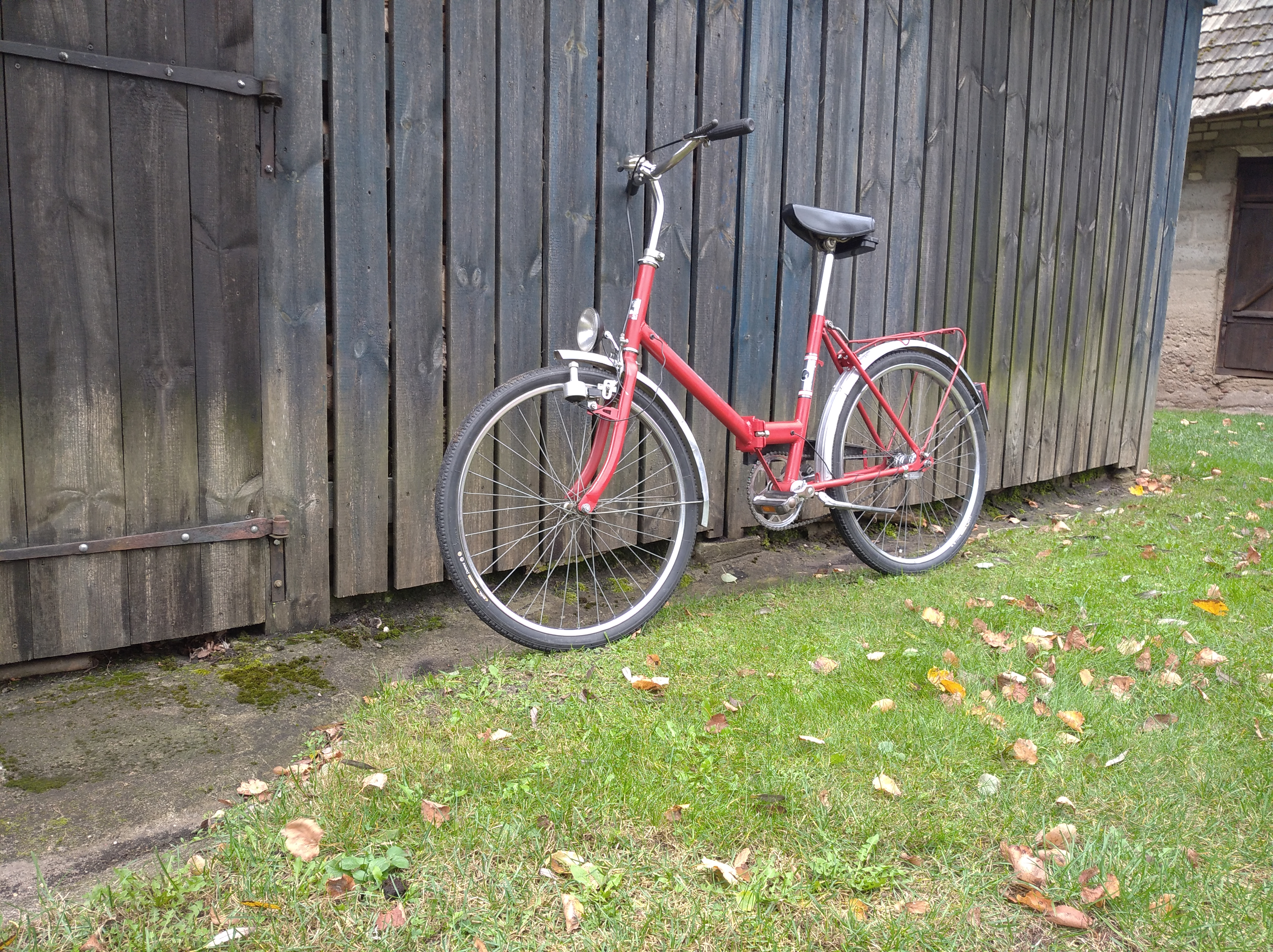
Romet Jubilat 2 1988

Romet Jubilat – model roweru składanego produkowanego w fabryce rowerów Romet, a po jej upadku przez przedsiębiorstwo Romet, które wykupiło prawa do marki.

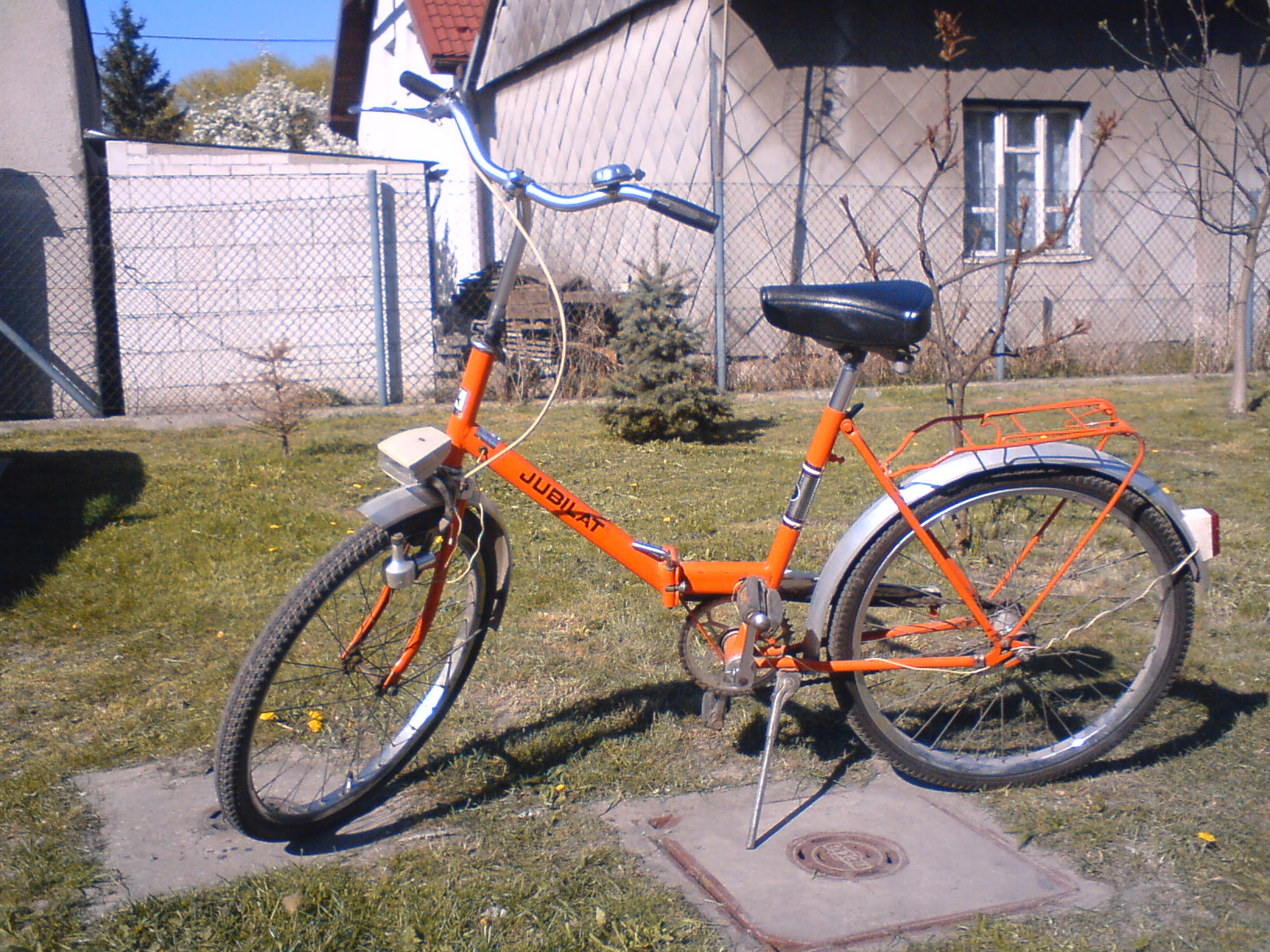
Romet Jubilat

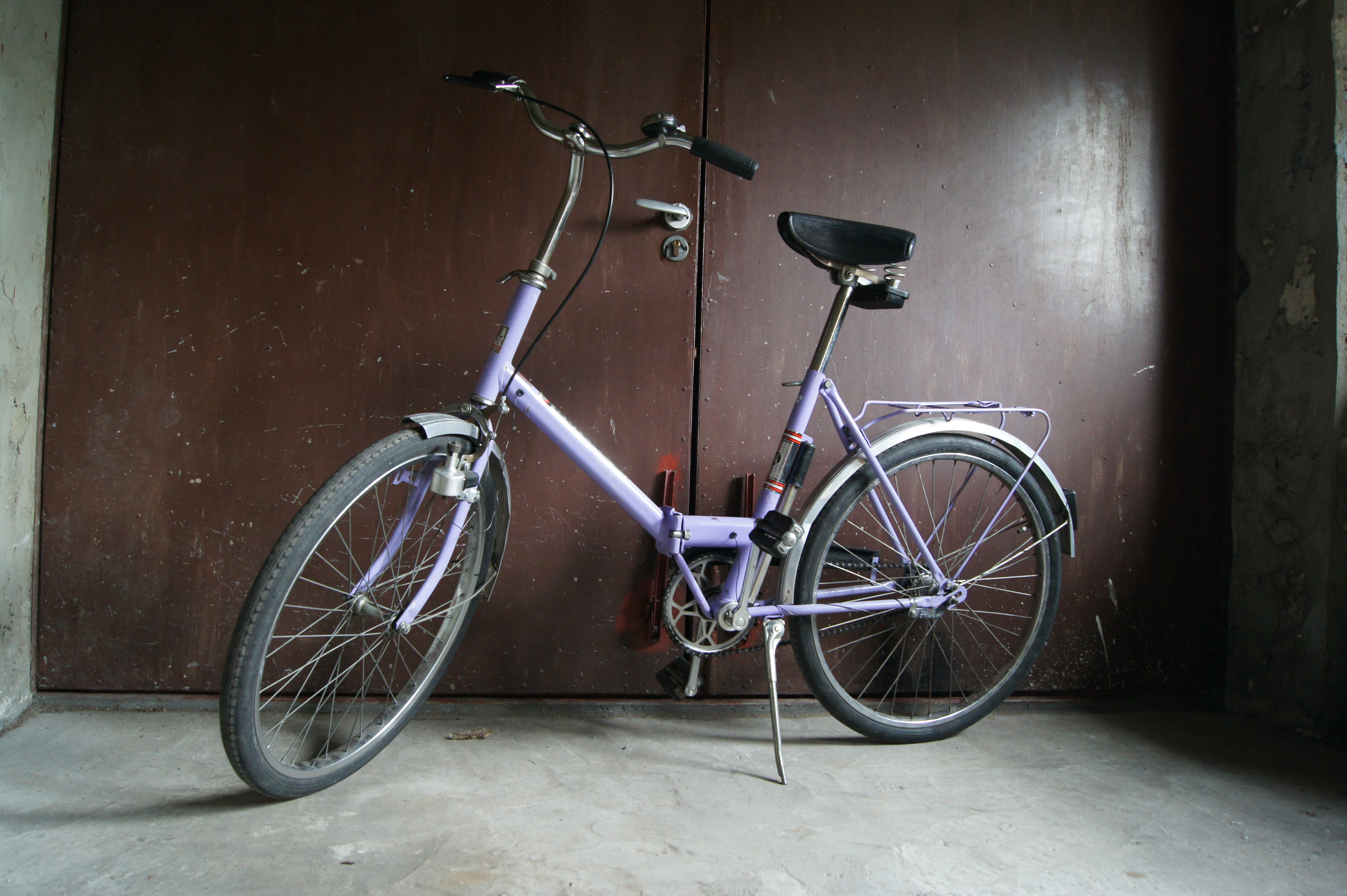
Romet Jubilat 2

Romet Jubilat jest bliźniakiem modelu Wigry, różni się od niego wielkością kół (24-calowe, zamiast 20-calowych).
Rower ten ma stalową ramę, którą można złożyć na pół, na czas transportu. Posiada jedynie jedno przełożenie, przez co jest rowerem typowo miejskim, na którym trudno jest pokonywać wzniesienia.

## Wyposażenie
- narzędziówka wraz z kompletem narzędzi Jubilat 2 1988

przedni hamulec szczękowy
- tylna piasta torpedo

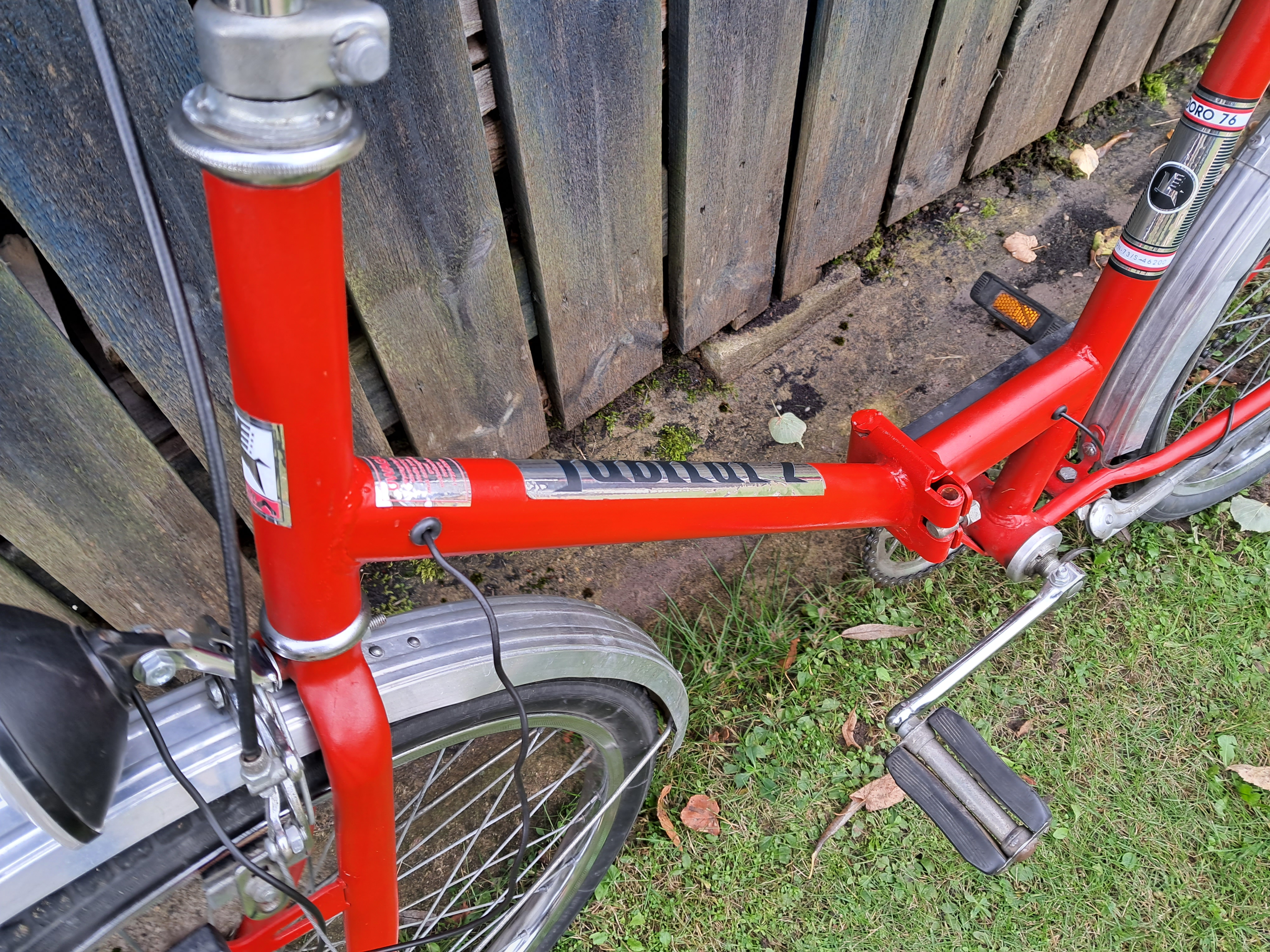
Jubilat 2 1988

- lampka przednia i tylna zasilana dynamem
- bagażnik ze sprężyną
- aluminiowe błotniki
- dzwonek
- amortyzowane siodło (sprężynowe) z tworzywa sztucznego
- nóżka
- pompka

## Modele
Jubilat [jeden] odróżniał się naklejką, najczęściej posiadał oświetlenie bateryjne. Produkowany był od 1975 do 1980.
Jubilat Lux wersja z 3 biegową piastą tylną
Jubilat 2 posiadał przednią i tylną lampkę zasilaną dynamem. Późniejsze modele miały nowszy typ błotników oraz oświetlenia.
Jubilat 2 Kowalewo miał inne naklejki, niektóre egzemplarze miały dwukolorowe malowanie
Do dzisiaj w produkcji są rowery oparte na tej samej ramie